# Гулая, Надежда Максимовна
Надежда Максимовна Гулая (род. 12 июня 1936, Киев) — украинская учёная в области медицинской биохимии, доктор биологических наук (1975), профессор (2002), член-корреспондент Национальной академии наук Украины (1991) и Академии медицинских наук Украины (1993).

## Биография
Родилась 12 июня 1936 года в Киеве в семье учёных-биохимиков Максима Федотовича Гулого (1905—2007) и Марии Андреевны Коломийченко (1909—1995).
В 1959 году с отличием окончила врачебный факультет Киевского медицинского института, а в 1962 году окончила аспирантуру кафедры биохимии и там же защитила кандидатскую диссертацию по биохимии витаминов.
Перейдя работать в Институт эндокринологии и обмена веществ, в 1975 году Н. М. Гулая защитила докторскую диссертацию.
С 1975 года Надежда Максимовна работает в Институте биохимии им. А. В. Палладина НАН Украины, где прошла путь от старшего научного сотрудника до руководителя отдела биохимии липидов (1992).
Основными направлениями научных разработок Надежды Максимовны являются фундаментальные исследования витаминов, гормонов и биологически активных липидов.
Н. М. Гулая — автор около 250 научных работ, среди которых фундаментальные исследования. Она подготовила 2 докторов и 16 кандидатов биологических наук.

## Награды и звания
- Награждена орденом Княгини Ольги (2000) и медалью Международного академического рейтинга «Золотая Фортуна» (2006).
- Лауреат Государственной премии Украины в области науки и техники (2010).
- Являлась членом экспертного совета ВАК Украины, экспертного совета Комитета по Государственным премиям Украины в области науки и техники, председателем Киевского отделения Украинского биохимического общества, членом редколлегии «Журнала АМН Украины» и «Украинского биохимического журнала».